# Venthône

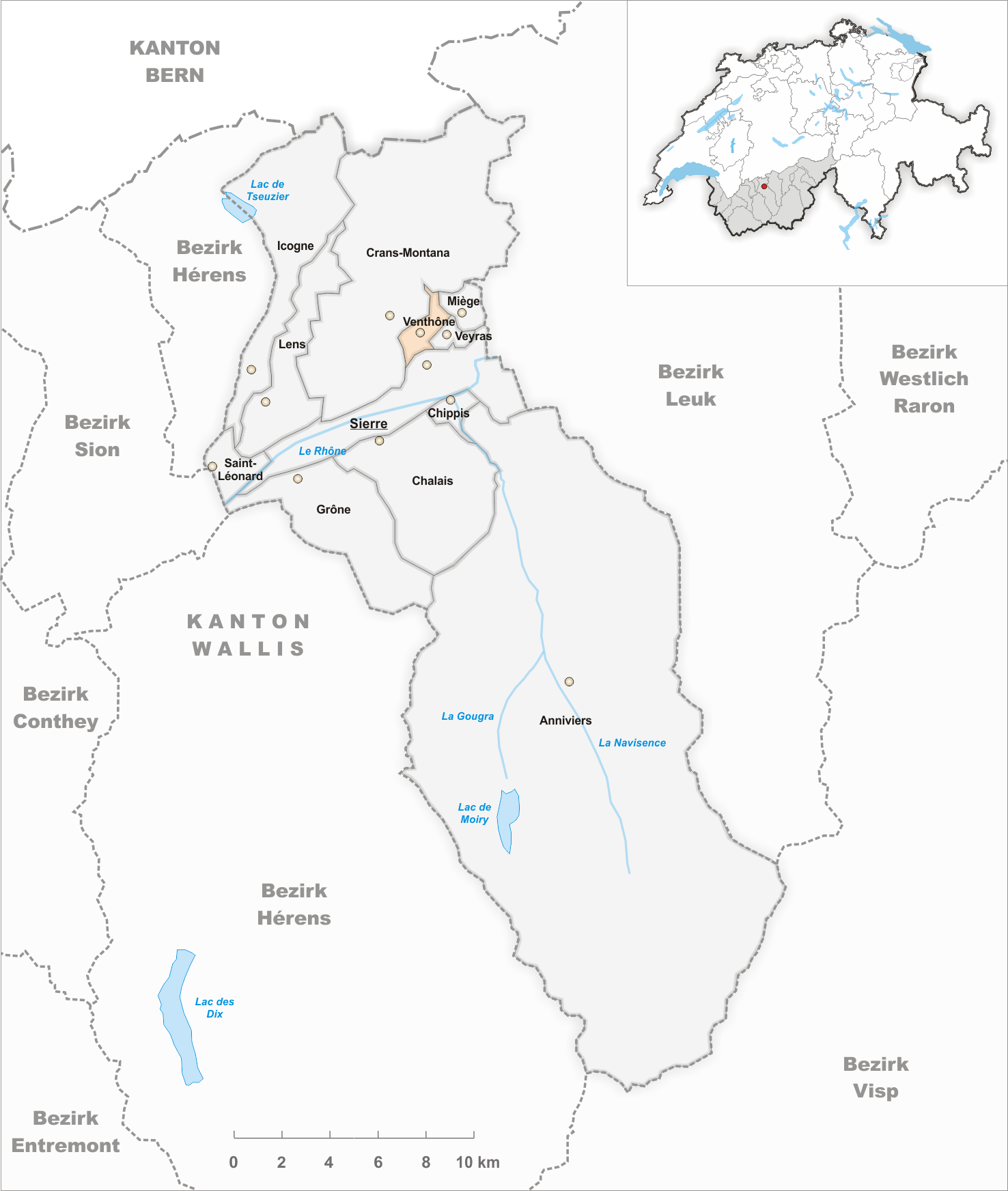
Gemeindestand vor der Fusion am 1. Januar 2021

Venthône (dt. Venthen) ist eine Ortschaft in der Gemeinde Noble-Contrée im Bezirk Siders des Kantons Wallis in der Schweiz. Am 1. Januar 2021 fusionierte Venthône mit den ehemaligen Gemeinden Miège und Veyras zur neuen Gemeinde Noble-Contrée.

## Geographie

Luftbild (1949)

Angrenzende Gemeinden waren Siders und Veyras im Süden, nordwestlich Crans-Montana und im Osten Miège. Venthône besteht aus den Ortsteilen  Anchettes, Darnona und Le Moulin. In Darnona wird Salbei für die Ricola-Produktion geerntet.

## Bevölkerung
| Bevölkerungsentwicklung | Bevölkerungsentwicklung | Bevölkerungsentwicklung | Bevölkerungsentwicklung | Bevölkerungsentwicklung | Bevölkerungsentwicklung | Bevölkerungsentwicklung | Bevölkerungsentwicklung | Bevölkerungsentwicklung |
| ----------------------- | ----------------------- | ----------------------- | ----------------------- | ----------------------- | ----------------------- | ----------------------- | ----------------------- | ----------------------- |
| Jahr                    | 1850                    | 1900                    | 1950                    | 2000                    | 2010                    | 2012                    | 2014                    | 2016                    |
| Einwohner               | 397                     | 492                     | 499                     | 935                     | 1173                    | 1208                    | 1219                    | 1251                    |